# Acta Musicologica
«Acta Musicologica» (с исп. — «Музыковедческая пластинка»; в 1928-1930 гг. — «Mitteilungen der Internationalen Gesellschaft für Musikwissenschaft», с нем. — «Сообщения Международного общества музыковедения») — музыковедческий журнал, печатное средство Международного музыковедческого общества.

## История
Журнал был основан в 1928 году в немецком городе Лейпциг. До 1930 года выходил под названием «Mitteilungen der Internationalen Gesellschaft für Musikwissenschaft». В 1931 году журнал был переименован «Acta Musicologica». В 1936-1944 годах выходил в датском городе Копенгаген, в 1945-1954 годах выпуск был прекращён, в 1954 году выпуск был возобновлён в швейцарском городе Базель.
Статьи в основном посвящены истории музыкального искусства, отводятся туда музыкальные библиографии и нотографии.